# Kisou
Kisou är den japanska gruppen Dir en greys tredje fullängdsalbum som gavs ut i januari 2002.

## Låtar
1. Kigan
2. Zomboid
3. 24ko Cylinder
4. Filth
5. Bottom Of The Death valley
6. Embryo
7. Shinsou
8. Gyakujou Tannou Keloid Milk
9. The Domestic Fucker Family
10. Undecided
11. Mushi
12. Shinsou
13. Jessica
14. Karasu
15. Pink Killer
16. Shinsou